# Gaius Vettennius Severus

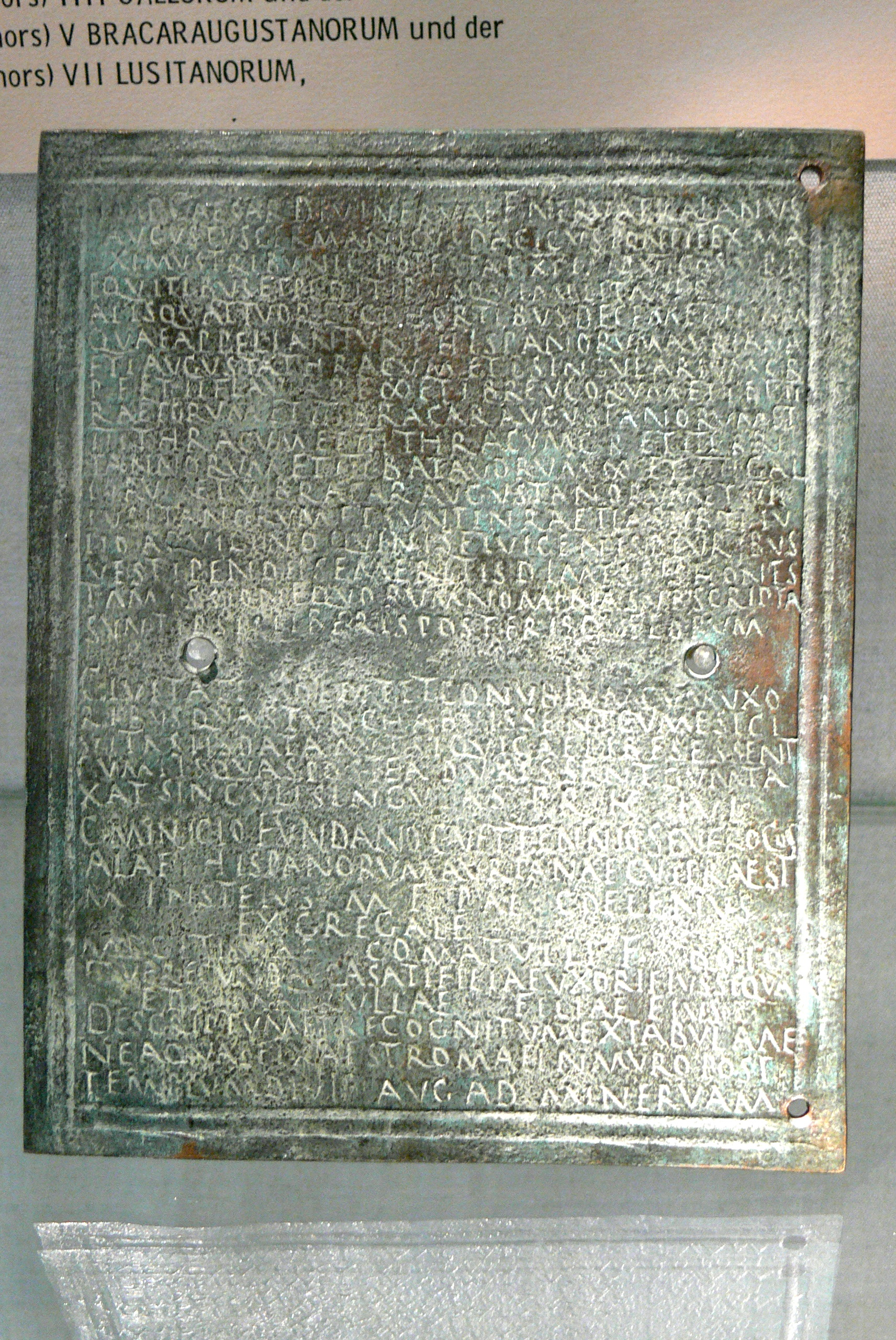
Das Militärdiplom von 107 n. Chr.

Gaius Vettennius Severus war ein im 2. Jahrhundert n. Chr. lebender römischer Politiker.
Durch ein Militärdiplom, das auf den 30. Juni 107 datiert ist, ist belegt, dass Severus 107 zusammen mit Gaius Minicius Fundanus Suffektkonsul war. Darüber hinaus werden die beiden Konsuln noch in zwei Inschriften aufgeführt. Der Name des Severus ist auch in den Fasti Ostienses partiell erhalten.